# Paulina Vereti
Paulina Vereti (* 18. Juli 1998 in Berlin, bürgerlich: Paulina Veretilnaia) ist eine deutsche Sängerin.

## Leben
Paulina Vereti erreichte 2009 den zweiten Platz beim Euro-Pop-Contest Berliner Perle in der Alterskategorie 10 bis 13 Jahre. 2010 erreichte sie das Finale der österreichischen Gesangs-Castingshow Kiddy Contest, die am 30. Oktober 2010 live im ORF 1 und am 6. November 2010 erstmals auf Nickelodeon ausgestrahlt wurde.
2011 nahm Vereti an der Erstausgabe der RTL-II-Show My Name Is teil, in der Deutschlands bester Künstlerimitator gesucht wurde. Sie sang I Will Always Love You in Whitney Houstons Version und begleitete sich dazu selbst auf dem Saxophon. Nach diesem Auftritt nahm der Musikproduzent Jack White die Berlinerin 2012 bei seinem Label Gloriella Music unter Vertrag. Am 17. März 2012 stellte er sie in der ARD-Livesendung Frühlingsfest der Überraschungen mit Florian Silbereisen vor, die 5,72 Millionen Zuschauer sahen. Oktober 2012 erschien Veretis deutschsprachiges Debütalbum Pure Sehnsucht. Das Album enthält das Lied Es ist so schön, dass ich ein Mädchen bin, eine deutschsprachige Version des Welthits Self Control von Laura Branigan, von Jack White im Jahr 1984 produziert.
Im Jahr 2017 nahm Vereti an der siebten Staffel der Gesangs-Castingshow The Voice of Germany teil, wo sie in den „Blind Auditions“ ausschied.

## Belege
1. ↑  Vereti ist ein Künstlername.
2. ↑  Preisträger Euro Pop Contest 2009 (Memento vom 20. Dezember 2012 im Internet Archive)
3. ↑  "Kiddy Contest"-Finalisten 2010 (Memento vom 13. September 2012 im Internet Archive)
4. ↑  Bild am Sonntag vom 18. März 2012 zu Paulina Veretis Auftritt bei Florian Silbereisens "Frühlingsfest der Überraschungen" am 17. März 2012.
5. ↑  Quote und Marktanteil "Frühlingsfest der Überraschungen" (ARD) am 17. März 2012 (WELT Online)
6. ↑  Trotz Daumen-Drücken von Katy Perry: TVOG-Paulina ist raus! In: promiflash.de. 26. Oktober 2017, abgerufen am 28. Oktober 2017.

| Personendaten    | Personendaten                          |
| ---------------- | -------------------------------------- |
| NAME             | Vereti, Paulina                        |
| ALTERNATIVNAMEN  | Veretilnaia, Paulina (wirklicher Name) |
| KURZBESCHREIBUNG | deutsche Sängerin                      |
| GEBURTSDATUM     | 18. Juli 1998                          |
| GEBURTSORT       | Berlin                                 |